# Okapi leśne
Okapi leśne (Okapia johnstoni) – gatunek ssaka z rodziny żyrafowatych zamieszkujący centralną Afrykę. Jedyny przedstawiciel rodzaju Okapia. Mimo że ma pręgi przypominające futro zebry, jest najbliżej spokrewniony z żyrafą. Zamieszkując wyłącznie lasy Ituri usytuowane na północnym wschodzie Demokratycznej Republiki Konga, był znany tylko wśród lokalnej ludności, aż do 1900, kiedy został odkryty przez Europejczyków. Nazwa pochodzi z języka afrykańskiego plemienia Mbuba. Od 1932 roku okapi leśne jest pod ochroną.

## Występowanie
Okapi leśne zamieszkują bardzo ograniczone terytorium dżungli Afryki środkowej w Demokratycznej Republice Konga. Preferują tereny na wysokości 450–1500 m n.p.m., ale wspinają się nawet powyżej górnej granicy lasu. Ich zasięg występowania jest ograniczony reglem górnym w lasach w kierunku wschodnim, lasami bagiennymi poniżej 500 m n.p.m. na zachód, sawannami Sahelu (Sudan) na północy i otwartymi lasami na południu. Okapi leśne są najpospolitsze na obszarach Wamba i Epulu.

## Etymologia
Nazwa rodzajowa Okapia wywodzi się od afrykańskiej nazwy  o’api, a epitet gatunkowy johnstoni nadano w uznaniu dla odkrywcy Harry’ego Johnstona, organizatora wyprawy, która pozyskała dla nauki pierwszy okaz okapi leśnego z lasów Ituri w Demokratycznej Republice Konga.

### Polska nazwa zwyczajowa
W polskiej literaturze zoologicznej dla oznaczenia gatunku używana była nazwa zwyczajowa „okapi”. Jednak w wydanej w 2015 roku przez Muzeum i Instytut Zoologii Polskiej Akademii Nauk publikacji „Polskie nazewnictwo ssaków świata” gatunkowi przypisano oznaczenie ,,okapi leśne”, rezerwując nazwę „okapi” dla rodzaju Okapia.

## Charakterystyka

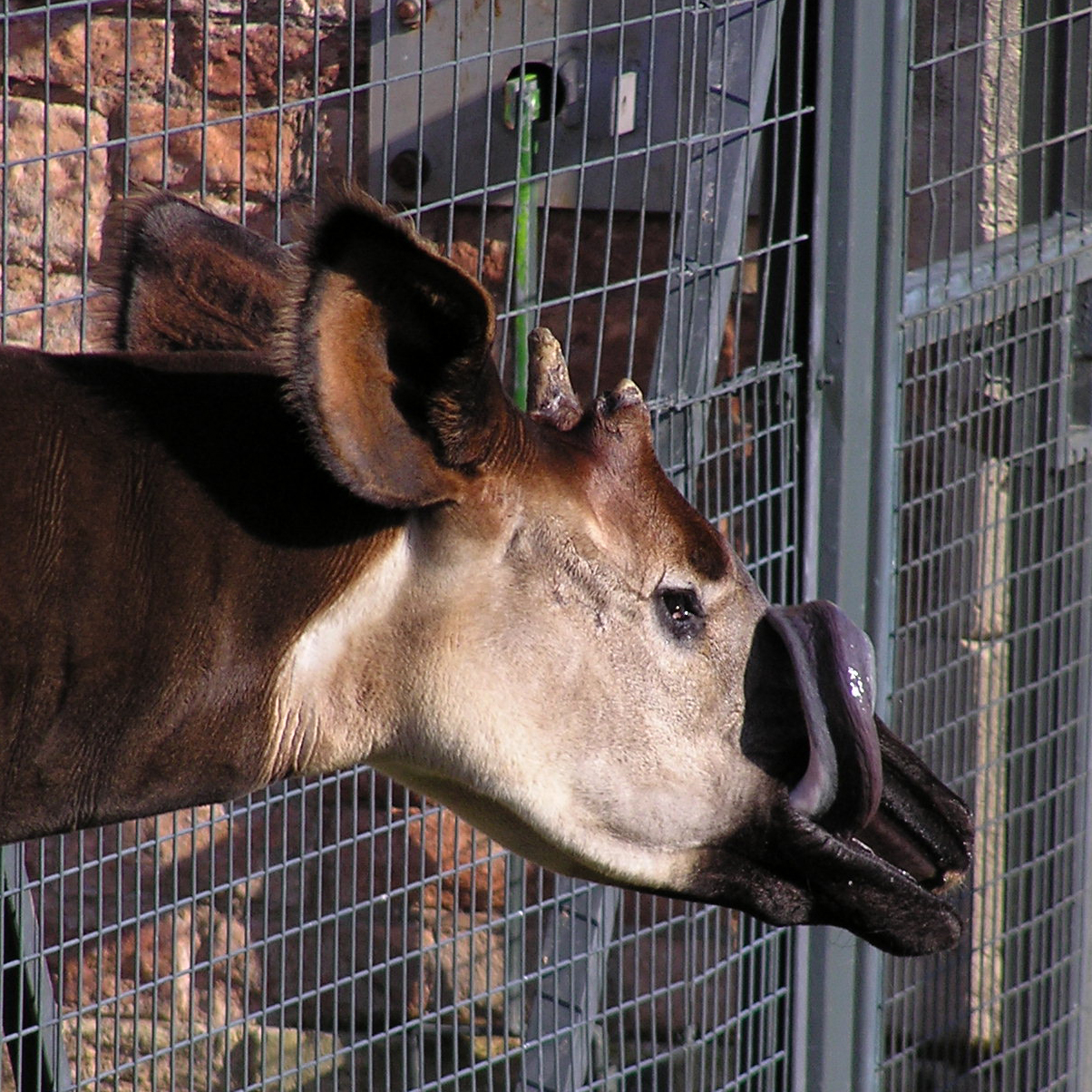
Długi język

### Morfologia
Okapi leśne osiągają 2,1 m długości i 1,5 do 1,7 m wysokości w kłębie. Ogon ma długość 30 do 40 cm. Nogi są wysokie. Duże uszy. Masa ciała tych zwierząt osiąga około 250 kg.
Okapi leśne mają rudopurpurowe lub prawie czarne grzbiety, a tylne kończyny wraz z pośladkami pokrywają poziome, białe pręgi na ciemnym tle. Podobne pasy widoczne są górnej części przednich kończyn i na ogonie. Pęciny są czarne, a nad kopytami sierść wybarwiona jest na biało. Zwierzę pokrywa krótka, gładka sierść. Kształt ciała jest podobny do żyrafy, z tym że okapi leśne ma znacznie krótszą szyję. Okapi leśne ma bardzo długi, giętki język, którym potrafi sięgać do swoich oczu. Samce okapi mają krótkie, pokryte włosami rogi.

### Zachowanie
Okapi leśne prowadzą w dużej mierze dzienny i zasadniczo samotniczy tryb życia, łącząc się w pary tylko w okresie godowym. Posilają się wzdłuż ustalonych, utartych ścieżek w lesie. Żyją samotnie albo w parach matka z potomstwem. Ich zachodzące na siebie areały osobnicze obejmują terytorium kilku kilometrów kwadratowych. Występują zwykle w zagęszczeniach około 0,6 osobników na kilometr kwadratowy. Zasięg terytorium samców jest nieco większy niż samic. Nie są zwierzętami socjalnymi i wolą żyć w ustronnych obszarach, co powoduje problemy dla całej populacji z powodu ograniczania obszarów na których żyją. Ten niedobór dostępnych terenów jest spowodowany rozwijającą się aktywnością człowieka. Jednakże na wolności okapi leśne wzajemnie się tolerują i mogą paść się w grupkach przez krótki czas. Bardzo czujne, chowają się w zaroślach, trudne do wyśledzenia (również z powodu maskującego ubarwienia).

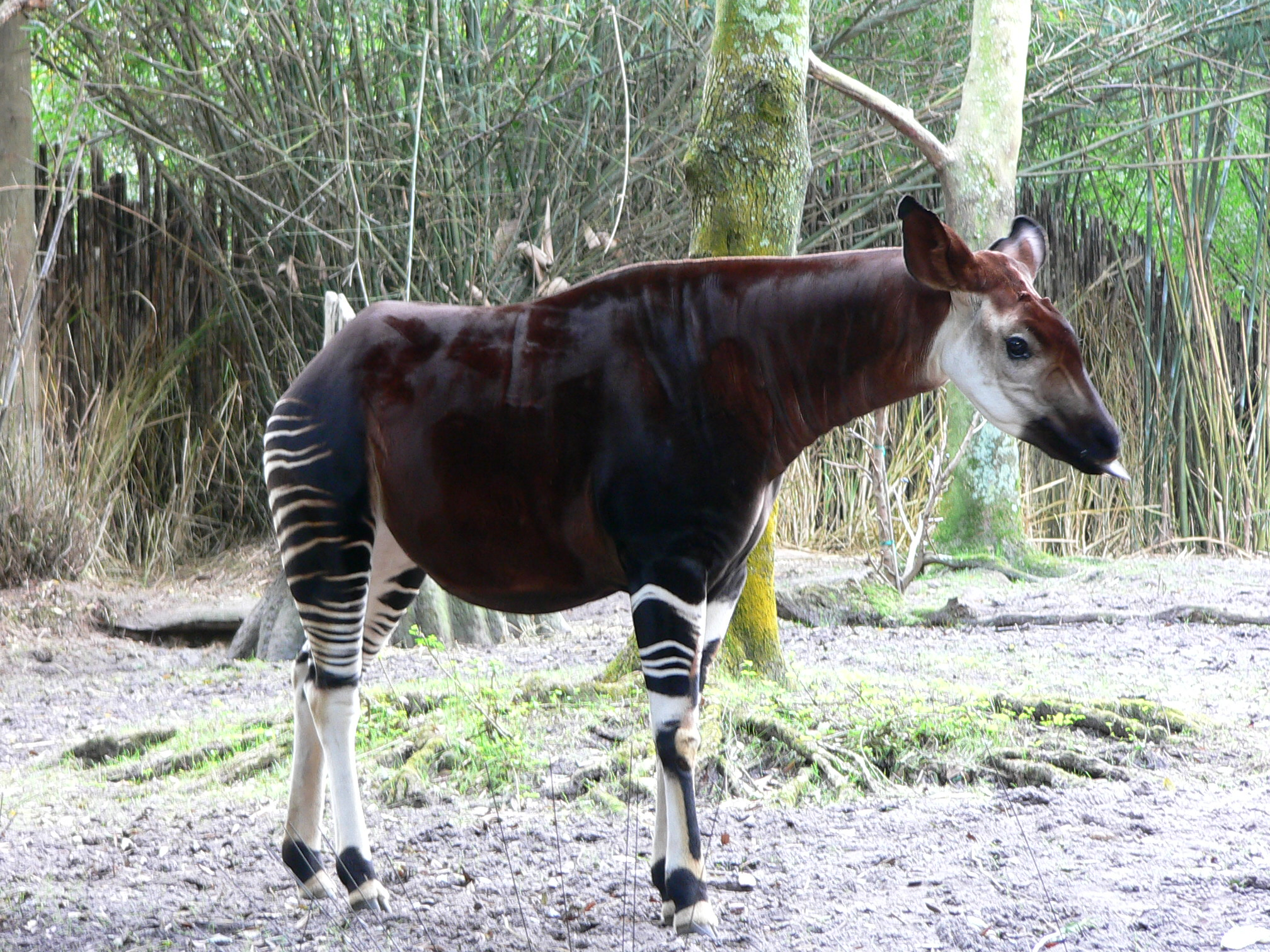
Samica

Okapi leśne stosują kilka metod komunikowania się w terenie, wliczając w to substancje gruczołów zapachowych, które posiadają na każdym kopycie. Jedną z metod jest znaczenie moczem niskich krzewów (zarówno przez samce, jak i samice) w sposób szczególnie charakterystyczny, wręcz rytualny. W czasie ruchu do przodu okraczają znajdujący się na ich drodze krzak, mieszczący się pod brzuchem (w przypadku wyższego przyginają go piersią w kierunku ruchu przepuszczając go między nogami pod brzuchem) i kilkakrotnie zatrzymując się, cofając i znowu krocząc do przodu, skrapiają go moczem. Zachowania tego nigdy nie stwierdzono u żyraf. Samce zazdrośnie strzegą swojego terytorium, ale pozwalają samicom przez nie przechodzić w drodze do miejsc żerowania.

### Pożywienie
Okapi leśne żywią się liśćmi drzew, pąkami, trawami, paprotnikami, owocami i grzybami. Wiele z gatunków roślin, którymi żywią się okapi są trujące dla ludzi.
Zbadanie kału okapi wykazało, że zjadają również węgiel drzewny z drzew spalonych przez pioruny.

### Rozród
Po ciąży trwającej 426–456 dni samica rodzi zwykle jedno młode, o masie ciała 16 kg przy wzroście około 80 cm. Młode zaczynają samodzielnie stać już po 30 minutach po urodzeniu. Okres porodu wypada zwykle w sierpniu lub we wrześniu. Młode są karmione mlekiem matki przez 6 miesięcy, samodzielne stają się po okresie 9-12 miesięcy, a dojrzałość płciową osiągają w wieku około 2-3 lat.

## Historia
Był znany od wieków starożytnym Egipcjanom. Wkrótce po jego odkryciu przez Europejczyków w Egipcie został odnaleziony wyrzeźbiony w starożytności wizerunek tego zwierzęcia. Niektórzy egiptolodzy uważają, że postać Seta przedstawia człowieka z głową okapi. Przez wiele lat Europejczycy przebywający w Afryce słyszeli o zwierzęciu nazywanym afrykańskim jednorożcem.
Pigmeje polowali na okapi leśne dla ich mięsa i skór. Zwierzę zostało odkryte przez Europejczyków dopiero w 1900 roku i po raz pierwszy opisane naukowo w 1901 roku przez angielskiego zoologa Philipa Sclater. Pierwsze okapi leśne w niewoli przyszło na świat w ogrodzie zoologicznym w Antwerpii w 1919 roku.

## W kulturze masowej
- Barbara Kingsolver wspomina o okapi w The Poisonwood Bible
- Polski pisarz literatury dla młodzieży, Alfred Szklarski w swej powieści Tomek na Czarnym Lądzie, odkrycie okapi, a także schwytanie pierwszego żywego okazu tego zwierzęcia, przypisuje polskiej wyprawie myśliwskiej, w której brał udział Tomek Wilmowski. Opis ten jest fikcją literacką.

## Wiadomości
- Rare Okapi Sighted in Eastern Congo Park (WWF Press Release)
- Rare giraffe-like animal spotted (BBC News)
- Zoo announces birth of rare, endangered okapi. iht.com. [zarchiwizowane z tego adresu (2007-03-24)].